# Nekroza
Nekrόza (grško starogrško νεκρός: nekrόs - mrtev, mrlič) ali mrtvína (tudi celična smrt tipa III) je patološko odmrtje celic oz. lokalno odmrtje tkiva. Povzročajo ga zunanji dejavniki, kot so okužbe, toksini in poškodba. Za razliko od apoptoze, ki je tip programirane celične smrti in je potrebna za normalno delovanje organizma, ima nekroza škodljiv vpliv na slednjega in povzroči vnetje, v končni fazi pa lahko privede tudi do smrti.
Celice, ki odmrejo zaradi nekroze, navadno ne sproščajo in posredujejo signalnih molekul imunskim celicam, kot v primeru apoptoze. To prepreči bližnjim fagocitom odstranitev odmrlih celic, kar vodi v kopičenje mrtvega tkiva in ostankov celic na mestu delovanja zunanjega dejavnika ali blizu njega. Zaradi tega je nekrotično tkivo pogosto treba odstraniti s kirurškim posegom.

## Etiologija
Nekrozo lahko povzročijo številni zunanji dejavniki, med drugim poškodbe, ishemija (zmanjšan krvni pretok zaradi zapore žile), hipertermija, ionizirajoče sevanje, okužbe (infekcije), rakasta obolenja, strupi, razne kemikalije in vnetje. Znani primer je infarkt (npr. srčna kap ali miokardni infarkt), ki nastane zaradi zamašitve arterije zaradi tromboze ali embolije, kar vodi v ishemijo, tj. pomanjkanje krvi in s tem kisika v delu organa. Tudi ugrizi oz. toksini nekaterih vrst pajkov (npr. rjavi pajek samotar) in kač (npr. klopotače) lahko na mestu ugriza povzročijo nekrozo, zato imenujemo tovrstne toksine tudi nekrotoksini. Nekatere bakterije, kot so streptokoki skupine A (tj. Streptococcus pyogenes), lahko povzročijo nekrotizirajoči fasciitis.

## Patogeneza
Nekroza tkiva oz. celic ne sproži enako kaskado kemičnih reakcij kot pri apoptozi. Imunski sistem se torej zaradi odsotnosti signalov ne odzove, tj. ne opravi avtomatične razgradnje in recikliranja škodljivega celičnega materiala, zato lahko snovi iz odmrlih celic poškodujejo sosednje celice. Primer teh so npr. lizosomi oz. encimi v teh organelih, ki lahko razgrajujejo celični material, poleg tega pa lahko sprožijo kaskado drugi reakcij, ki še bolj pospešijo proces nekroze. Znatni delež nekrotičnega oz. odmrlega tkiva imenujemo gangrena.
Proces nekroze se torej navadno začne z nabrekanjem celice, razgradnjo kromatina ter porušenjem strukture celične membrane (plazmaleme) in membran organelov. Sledi obsežna hidroliza DNK, vakuolacija endoplazemskega retikuluma (ER), razpad organelov in razkroj (liza) celice. Sprostitev znotrajceličnega (intracelularnega) materiala oz. snovi v sosednji medcelični prostor sproži vnetni odziv.

## Morfološke zvrsti
Morfološki izgled nekroze je posledica dveh sočasnih procesov, tj. encimske razgradnje celice in denaturacije beljakovin. Čeprav se nekatere ultrastrukturne spremembe lahko pojavijo že po približno pol ure, mora za ostale vidne spremembe preteči dalj časa. Tako se določeni encimi pojavijo v krvnem obtoku po nekaj urah, klasične histološke značilnosti pa po 4-12 urah.
V začetnih fazah odmiranja so skupne značilnosti celic pri standardnem HE barvanju izrazita eozinofilnost, in sicer zaradi večje vezave eozina na denaturirane znotrajcelične beljakovine in zmanjšane količine RNK, morebiten »steklasti« izgled zaradi izgube glikogenskih zrnc, pojav vakuol v citoplazmi zaradi razgradnje organelov, lahko se pojavi tudi kalcifikacija mrtvih celic. Spremembe jeder se pojavijo zaradi nespecifične razgradnje DNK, in sicer lahko bazofilnost kromatina popolnoma zbledi (karioliza), jedro in s tem tudi kromatin se lahko močno skrči, bazofilnost pa se poveča (piknoza), ali pa razpade jedro na številne dele (karioreksa). Po enem ali dveh dneh jedro popolnoma izgine.
Po omenjenih spremembah začne odmrlo tkivo izražati določe značilnosti, kar je odvisno predvsem od tega, ali je pri procesu prevladovala denaturacija beljakovin ali pa encimska razgradnja. Tako v osnovi ločimo koagulativno ter likvefakcijsko oz. kolikvacijsko nekrozo (utekočinjenje).
Koagulativna nekroza nastane največkrat zaradi hipoksičnega okolja (pomanjkanje preskrbe s kisikom), kot v primeru miokardnega infarkta. Za to zvrst je značilno, da so s svetlobnim mikroskopom vidna ogrodja oz. ostanki celic, torej je sama osnovna struktura tkiva dokaj ohranjena, kar je verjetno posledica denaturacije vseh beljakovin, vključno z encimi, kot posledica acidoze (povečane kislosti).
Likvefakcijska nekroza je običajno povezana z močnim encimskim razkrojem celic in nastankom gnoja ter je tipično posledica okužb z bakterijami, pa tudi z glivami. Poseben primer so le možgani, kjer ishemija živčnega tkiva ne povzroči koagulativne nekroze, pač pa likvefakcijsko nekrozo, verjetno zaradi odsotnosti močnega podpornega vezivnega tkiva.
Obstajajo se številne morfološke zvrsti nekroze, in sicer:
- gumatozna nekroza, ki nastane kot posledica okužb s spirohetami (npr. sifilis);
- hemoragična nekroza, ki nastane zaradi oviranega venskega pretoka nekega organa ali tkiva (npr. torzija testisa);
- kazeozna nekroza, ki jo tipično pozročajo mikobakterije (npr. tuberkoloza), glive in nekatere kemikalije ter se jih lahko šteje za kombinacijo koagulativne in likvefakcijske nekroze; na makroskopskem nivoju ima osrednje nekrotično tkivo »sirasti« izgled, na mikroskopskem pa je tkivo brez strukture, z amorfnimi zrnastimi ostanki, ki ga obkroža granulom;
- maščobna nekroza, ki nastane zaradi delovanja lipaz na maščobno tkivo, kot npr. pri akutnem pankreatitisu in nekrozi tkiva dojk; pri akutnem pankreatitisu encimi razgradijo celične membrane in hidrolizirajo trigliceridne estre v celicah, posledica tega pa je, da se proste maščobne kisline povežejo s kalcijem, kar je s prostim očesom vidno kot prisotnost večjih belih področij (maščobna saponifikacija);[5]
- fibrinoidna nekroza, ki jo povzroča imunsko-posredovana poškodba žil, značilno pa je odlaganje fibrinu podobnega beljakovinskega materiala na stene arterij, ki pod mikroskopom izgledajo zamazane in eozinofilne.

### Arahnogena nekroza
Ugrizi pajkov so ponekod lahko vzrok nekroze, čeprav si strokovnjaki glede tega niso enotni. Dokazovanje je težavno deloma zato, ker je mnogo ugrizov nebolečih, zaradi česar se ne more nedvomno določiti vrsto pajka, deloma pa tudi zato, ker zdravniki velikokrat preventivno odstranijo sosednje tkivo okoli ugriza, s čimer se torej ne more ugotoviti, ali bi prišlo do razvoja nekroze. Nekateri pajki, za katere je zelo verjetno, da vsebujejo nekrotoksine, so:
- rod Loxosceles (še posebej L. reclusa v Severni Ameriki[7] in L. laeta v Južni Ameriki[8][9]
- Tegenaria agrestis na severozahodu ZDA[10]
- družina Clubionidae v ZDA in Avstraliji[11]
- belorepi pajki (Lampona cylindrata in L. murina) v Avstraliji in Novi Zelandiji[12]
- Phidippus[13] (še posebej P. audax)[14]
- Cheiracanthium[13]

Nekrozo lahko povzročajo tudi ugrizi nekaterih drugih živali, kot so ugrizi kač (npr. pri ameriški suličarki).

## Zdravljenje
Zdravljenje nekroze zajema dva različna postopka, tj. zdravljenje osnovnega vzroka ter odstranitev nekrotičnega tkiva. Zdravljenje mora biti torej sprva usmerjeno v odstranitev osnovnega vzroka nekroze: tako bo npr. bolnik v primeru ugriza kače ali pajka dobil ustrezni protistrup (antidot), bolnik, okužen z bakterijami pa ustrezen antibiotik.
Po tem se mora vso nekrotično tkivo odstraniti, saj nekroza ne sproži imunskega odziva ter avtomatične razgradnje in recikliranja celičnega materiala kot pri apoptozi. Nekroza tkiva je torej dokončna in s tem ireverzibilna, tj. obolelega tkiva se ne da pozdraviti. Glede na stopnjo nekroze se lahko odstrani samo majhne kose kože ali pa se celo amputira celoten ud oz. organ. Navadno se to pravi s pomočjo kirurškega posega, lahko pa tudi preko kemične odstranitve s pomočjo snovi z encimi, v določenih primerih pa se izvede t. i. biokirurgijo, tj. zdravljenje z ličinkami muh, ki učinkovito pojejo nekrotično tkivo. Pred posegom se tkivo fiksira ali zamrzne za ustavitev nekrotičnih biokemičnih reakcij.

## Nekroza pri rastlinah
V primeru pomanjkanja kalcija rastline ne morejo sintetizirati pektina, posledica česar je, da se celične stene meristemskih celic ne morejo povezati skupaj. To vodi do propada oz. nekroze koncev stebel in korenin ter robov listov.